# Johann Christoph Pfeiffer

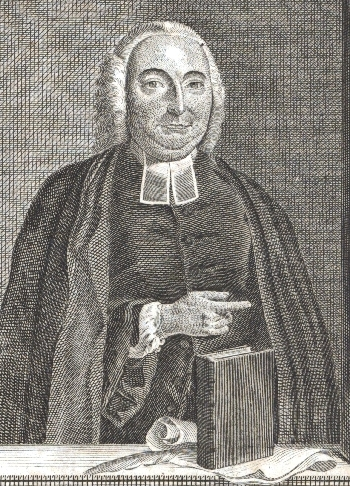
Johann Christoph Pfeiffer

Johann Christoph Pfeiffer (* 10. April 1705 in Erfurt; † 14. Juni 1768) war ein deutscher lutherischer Theologe und Geistlicher.

## Leben
Der Sohn des lutherischen Theologen Johann Lorenz Pfeiffer erhielt seine Ausbildung in Erfurt, Rudolstadt, Altenburg, Leipzig und Jena. 1728 wurde er als Prediger der Erfurter Predigerkirche eingesetzt und zugleich Beisitzer des evangelischen Ministeriums. Das Diakonat an der Augustiner- und Johanniskirche erhielt er 1734, im Folgejahr das Pastorat. Daneben amtierte er ab 1739 als Gymnasial- und Waisenhaus-Aufseher. Kurz darauf begann er außerdem, seinen Vater bei dessen Tätigkeit als Senior des Ministeriums und als Lehrer zu unterstützen.
Pfeiffer erhielt die Magisterwürde und wurde 1740 in Jena Doktor der Theologie. Im folgenden Jahr berief ihn das Gymnasium Rutheneum in Gera zu seinem Professor, daneben wurde ihm die Superintendentur zuteil. Darauf lehnte er einen Ruf als Generalsuperintendent sowie als Kirchen- und Konsistorialrat nach Eisenach ab.
1768 verstarb Pfeiffer im Alter von 63 Jahren. Neben einer Dissertation, einer von seinem zu Erfurt 1769 verstorbenen Schwiegersohn Trauerredensammlung, die auch ein Bildnis Pfeiffers enthält, übersetzte er aus der französischen Sprache.

## Werke
- Disputatio Solemnis Theologica De Divinitate Spiritus Sancti Contra Pneumatomachos. Ritter, Jena 1740, Digitalisat.
- (Hrsg.) Sammlung von auserlesenen Heiligen Reden. Welche von denen berühmtesten und gelehrtesten Lehrern der Reformirten Kirche In Frantzösischer Sprache gehalten. Nebst einer Vorrede von Johann Christoph Pfeiffern. 2 Bände. Jungnicol, Erfurt 1741/1743.
- Trauerreden. Nebst einer Vorrede herausgegeben von Christoph Friedrich Ludewig. Richter, Altenburg 1769.